# Ansa Sauermann

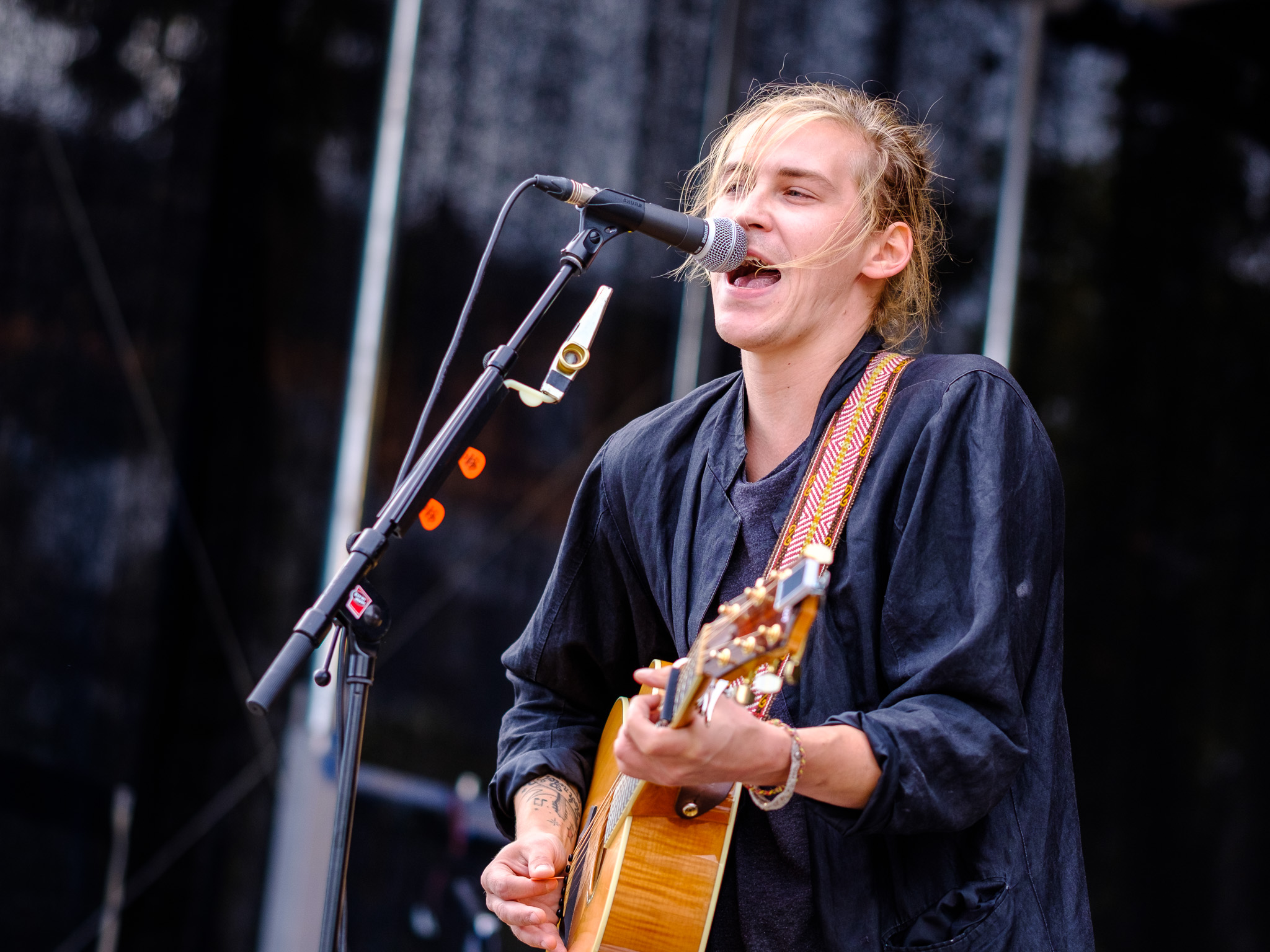
Ansa Sauermann, 2017

Ansa Sauermann (bürgerlich André Sauermann; * 4. April 1989 in Dresden) ist ein deutscher Singer-Songwriter.

## Karriere
2014 veröffentlichte Ansa Sauermann seine erste Single Foto bei RaR Motor Music. 2017 folgte sein Debütalbum Weisse Liebe, inklusive des vorab veröffentlichten EP-Titelsongs Reise. Aufgenommen und produziert wurde das Album von Paul Gallister (u. a. Wanda). Im November 2020 folgte sein zweites Album Trümmerlotte, welches beim Wiener Lotterlabel erschien und von Herwig Zamernik und Stefan Deisenberger produziert wurde.
Bei seinen Auftritten spielt er meist zusammen mit seiner Band, in der Adrian Röbisch (Gitarre, E-Gitarre) Clemens Voyé (E-Bass), Olli Kunze (Schlagzeug) und Gustav Anders/Samuel Maiwald (Piano) mitwirken.

## Privates
Ansa ist in Dresden geboren und aufgewachsen. Nachdem er sein erstes Album 2017 in Wien aufgenommen hatte, verlegte er zwei Jahre später seinen Lebensmittelpunkt in die österreichische Hauptstadt und nahm dort das zweite Album Trümmerlotte auf.

## Diskografie

### Alben
- 2017: Weisse Liebe (Columbia/Sony Music Entertainment)
- 2020: Trümmerlotte
- 2023: Du Kriegst Was Du Brauchst

### Singles
- 2014: Foto
- 2016: Reise
- 2017: Geist
- 2017: So Weit
- 2020: Al Pacino
- 2021: Weniger Laut